# Batalla de Rozgony
La Batalla de Rozgony (en húngaro: Rozgonyi csata) o Batalla de Rozhanovce  (en eslovaco: Bitka pri Rozhanovciach) se libró entre el rey Carlos I de Hungría y la familia del Nádor de Hungría Amadeo Aba el 15 de junio de 1312, sobre los campos de Rozgony (actual Rozhanovce). El Chronicon Pictum lo describió como «la batalla más cruel desde la invasión mongola de Europa». A pesar de la muchas bajas en el bando del rey, su decisiva victoria puso fin al dominio de la familia de Aba sobre parte oriental del Reino de Hungría, debilitando al mayor oponente interno del rey Mateo Csák, y finalmente aseguró el poder para Carlos I.